# XI (album)
XI è l'ultimo album dei Peter Punk prima dello scioglimento del gruppo e della nascita della nuova band Cattive Abitudini, pubblicato nel 2004.
Il disco si mostra più curato a livello di testi e suoni e con influenze che vanno dal valzer al punk-rock molto duro.

## Tracce
1. Il valzer della bevuta – 4:05
2. A letto con Selen – 2:22
3. Chi non salta... – 1:41
4. Salta la testa – 2:13
5. Chi sei? – 1:57
6. La radio dello zio – 2:32
7. Il buffone di corte – 3:21
8. N.N.C.M. – 1:33
9. Undici (feat. Pulpul) – 2:23
10. Quello che mi va – 2:04
11. Bacchetta magica – 1:27
12. Adrenalinika – 2:02
13. Tentazioni – 2:55
14. Ganja – 3:00
15. Grazie a tutti – 0:41
16. Noi siamo liberi – 3:20

Durata totale: 37:36

## Formazione
- Nicolò Gasparini - voce, chitarra
- Ettore Montagner - basso
- Stefano Fabretti - chitarra
- Nicola Brugnaro - batteria